# Рокингхам (Џорџија)
Рокингхам (енгл. Rockingham) насељено је место без административног статуса у америчкој савезној држави Џорџија.

## Демографија
По попису из 2010. године број становника је 248.
| Група             | 2000.    | 2010.       |
| Белци             | 0 (0,0%) | 181 (73,0%) |
| Афроамериканци    | 0 (0,0%) | 34 (13,7%)  |
| Азијати           | 0 (0,0%) | 0 (0,0%)    |
| Хиспаноамериканци | 0 (0,0%) | 31 (12,5%)  |
| Укупно            | 0        | 248         |